# Артёмовский округ
Артёмовский округ (укр. Артемівська округа; до 1924 года — Бахмутский округ, укр. Бахмутська округа) — единица административного деления Украинской ССР, существовавшая с апреля 1923 по июль 1930 года. Административный центр — город Артёмовск.

## История
Образован в 1923 году под названием Бахмутский округ в составе Донецкой губернии. После того как в 1924 город Бахмут был переименован в Артёмовск, округ также сменил своё название. Изначально делился на 15 районов. Районное деление неоднократно менялось.
Деление в 1926 году:
Центр — г. Артемовск, 13 районов, городов — 3,
население всего: 713.201, в том числе городское — 64.499, сельское — 648.702
районы: Александровский (п. Александровск), Артёмовский (с. Ступки), Гришинский (с. Гришино), Енакиевский (г. Енакиево), Железнянский (с. Железное), Константиновский (с. Константиновка), Краматорский (п. Краматорск), Лиманский (п. Лиман), Лисичанский (п. Лисичанск), Никитовский (п. Никитовка), Ново-Экономический (п. Ново-Эконом), Попасненский (п. Попасное), Славянский (г. Славянск).
В июне 1925 года губернии на Украине были упразднены и округ перешёл в прямое подчинение Украинской ССР.
Всего на 1 января 1926 года в УССР был 41 округ и 636 районов.
Округ упразднён в июле 1930, как и большинство округов СССР. Районы переданы в прямое подчинение Украинской ССР.
По данным переписи 1926 года численность населения составляла 765,2 тыс. чел. В том числе украинцы — 72,6 %; русские — 19,9 %; евреи — 2,3 %; немцы — 2,0 %. Городское население — 41,5 %.

## Главы
Исполнительный комитет окружного Совета
Председатели окрисполкома:
- 1923—1924 — Власов П. Д.[2]
- 1925—1927 — Лисовик, Александр Григорьевич (член партии с 1918; годы жизни 1897—1937).
- 1928 — Плыс, Иван Иванович (1919; 1884—1937).
- 1929 — Гаркуша С. Т.

Окружной комитет КП(б) Украины
Ответственные секретари окркома:
- 1923 — 02.1928 — Михиенко, Дмитрий Александрович (1919; 1888—1937).
- 02.1928 — 1930 — Терехов, Роман Яковлевич (1912; 1890—1979).

Окружной отдел ГПУ
Начальники окротдела ГПУ:
- 15.07.1925 — 4.07.1928 — Леонюк, Фома Акимович (1917; 1892—1967).
- 4.07.1928 — 1.10.1930 — Тимофеев, Павел Иванович (1919; 1894—1938).

Окружная прокуратура
Прокуроры:
- 1923 — ? — Назаренко, Устин Зиновьевич (?; 1883-?).
- 1925—1927 — Дашкевич, Сергей Андреевич.
- 1927 — Козик И. И.
- ? — 1928 — Левон Н. В.
- 1928 — ? — Онищенко С. Ф.
- 1929—1930 — Гринеус, Семён Игнатьевич (1919; 1895—1938).

Окружной суд
Председатели:
- 09.1923 — ? — Поляков И. А.
- 1928—1930 — Кумпекевич, Владимир Александрович (?; 1893-?).